# Banda de 160m

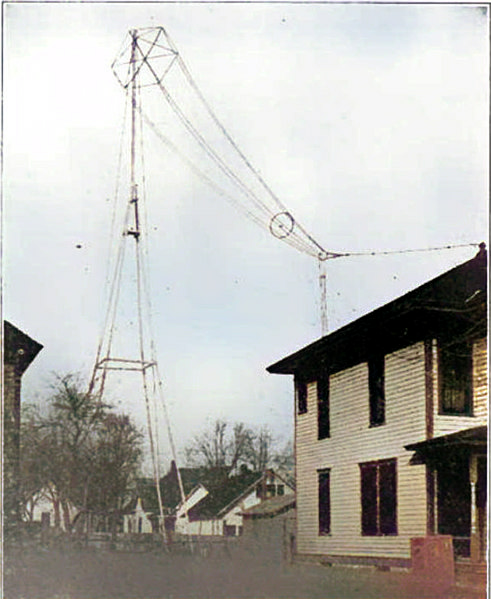
Antena Amateur 5HK 1922 situada a Oklahoma City (Oklahoma, EUA).

La banda de 160m  és una banda de radioaficionats en ones mitjanes (MW), tot just per sobre de la banda de radiodifusió que culmina als 1.600 kHz en la majoria dels països. És una banda de propagació nocturna.

## Ús
Durant el dia és una banda de només abast local i a més amb molt soroll. En canvi de nit s'obre la propagació regional, nacional i internacional.

## Antenes
La relativa poca exigència de la banda de 160 m sobre els components queda compensada per la gran exigència sobre les antenes. En efecte, una antena dipol per aquesta banda mesuraria 80 m de longitud, és a dir, seria del mateix ample que les ales d'un Airbus A380 i mesuraria uns 20 metres més que l'envergadura d'un Boeing 747. Tot intent d'escurçar es tradueix en pèrdues en eficiència, amplada de banda o una altra característica. Sol funcionar molt bé l'Antena Marconi.

## Propagació
L'absorció de la capa D de la ionosfera pràcticament torna a aquesta banda inutilitzable durant el dia; alguns contactes diürns propers són possibles amb angles de tir elevats.
Però al caure de la nit, les capes D i E desapareixen, i gràcies a la capa F la banda de 160 m recupera ràpidament una gran activitat, contactes regionals, nacionals i internacionals són ràpidament possibilitats.
El soroll de paràsits és summament fort, principalment a l'estiu, però reduït a l'hivern. Les tempestes elèctriques són perceptibles en aquesta banda.

## Amplada de banda

### Regió 1
A la Regió 1 IARU: d'1,810 a 2,000 MHz 

### Regió 2
A la Regió 2 IARU: d'1,800 a 2,000 MHz 

### Regió 3
A la Regió 3 Arxivat 2006-09-16 a Wayback Machine. IARU: d'1,800 a 2,000 MHz